# Wielki Wołoszyn
Wielki Wołoszyn (niem. Grosser Walachenkopf, słow. Veľký Vološín, węg. Nagy-Woľoszyn) – położony na wysokości 2155 m szczyt w Tatrach Wysokich, najwyższy punkt grzbietu Wołoszyna oddzielającego Dolinę Waksmundzką od Doliny Roztoki.
Szczyt znajduje się we wschodniej Grani Świnicy i jest drugim od zachodu z kilku wierzchołków położonych w grani Wołoszyna. Od zachodu graniczy z Małym Wołoszynem, od którego oddziela go Wołoszyńska Szczerbina. Mały Wołoszyn opada na przełęcz Krzyżne, w której okolicy oddziela się na północ grań Koszystej. Od strony północno-wschodniej Wielki Wołoszyn graniczy z Pośrednim Wołoszynem. Pomiędzy tymi dwoma szczytami leży Wyżnia Wołoszyńska Przełęcz. Z południowych stoków Wielkiego Wołoszyna opada do Doliny Roztoki Urwany Żleb, zaś z Wyżniej Wołoszyńskiej Przełęczy żleb Koryto.
Pierwsze odnotowane wejście: Eugeniusz Janota, Maksymilian Nowicki i przewodnik Maciej Sieczka, 16 sierpnia 1867. Pierwsze wejście zimowe: Mieczysław Karłowicz i Roman Kordys, 25 stycznia 1908. Oba wejścia prowadziły przez przełęcz Krzyżne.
Przez masyw Wołoszyna przeprowadzona została na początku XX wieku przez ks. Walentego Gadowskiego trasa Orlej Perci. Odcinek od Polany pod Wołoszynem do Krzyżnego od wielu lat jest jednak zamknięty, cały masyw Wołoszyna stanowi obszar ochrony ścisłej i wyłączony jest z ruchu turystycznego i taternickiego.

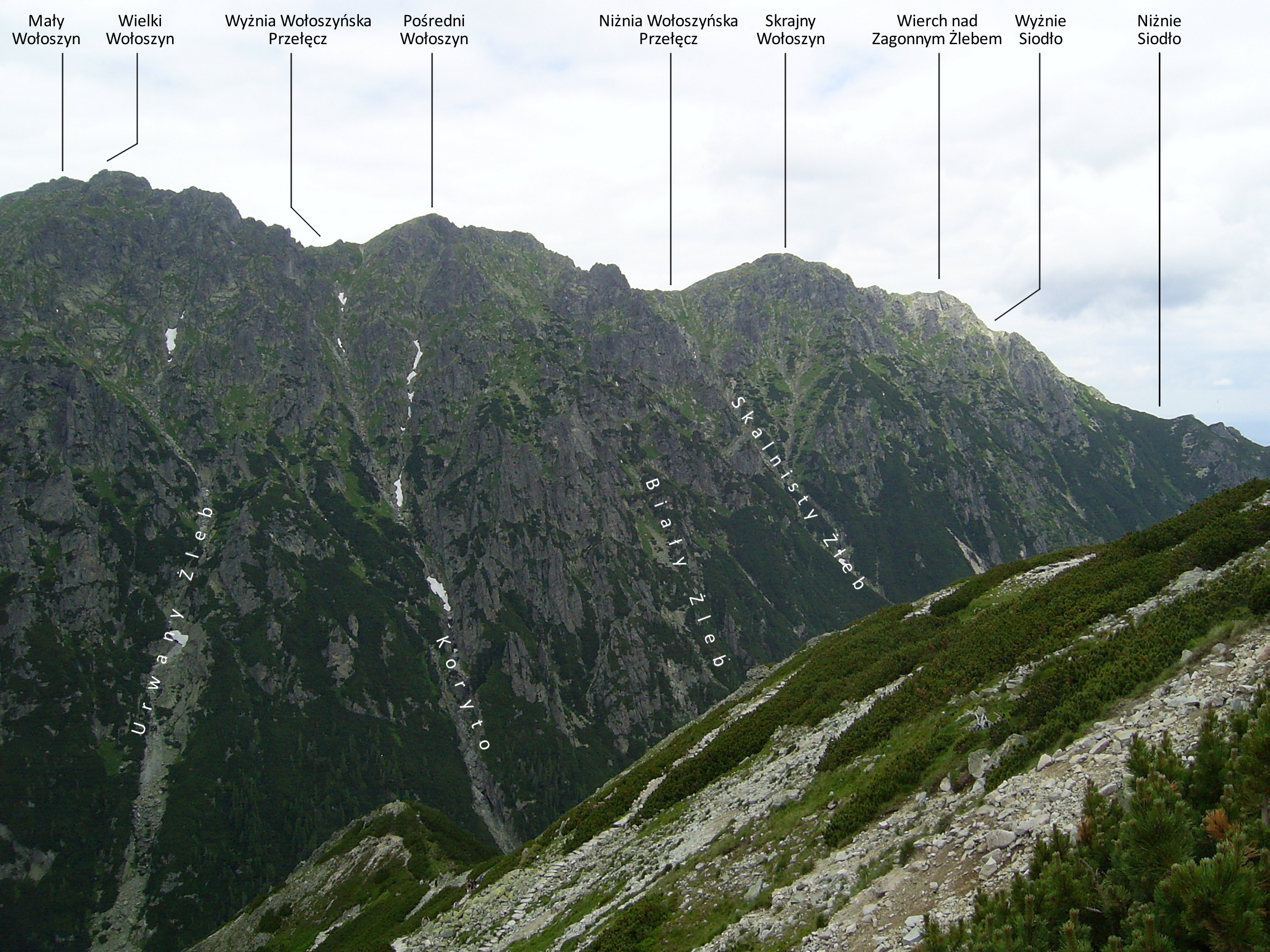
Wielki Wołoszyn po lewej stronie, widok ze Świstowej Czuby
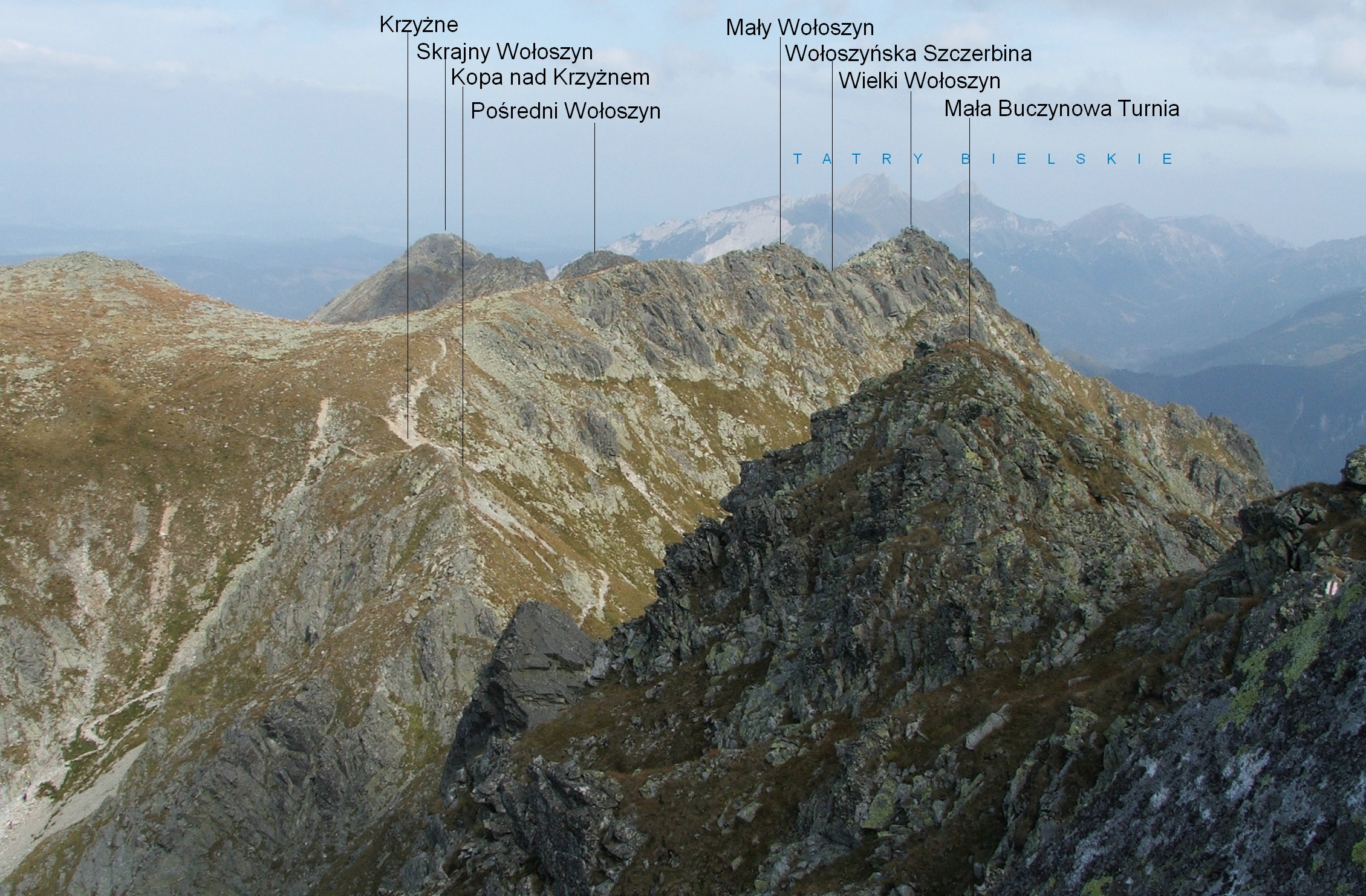
Widok z Małej Buczynowej Turni
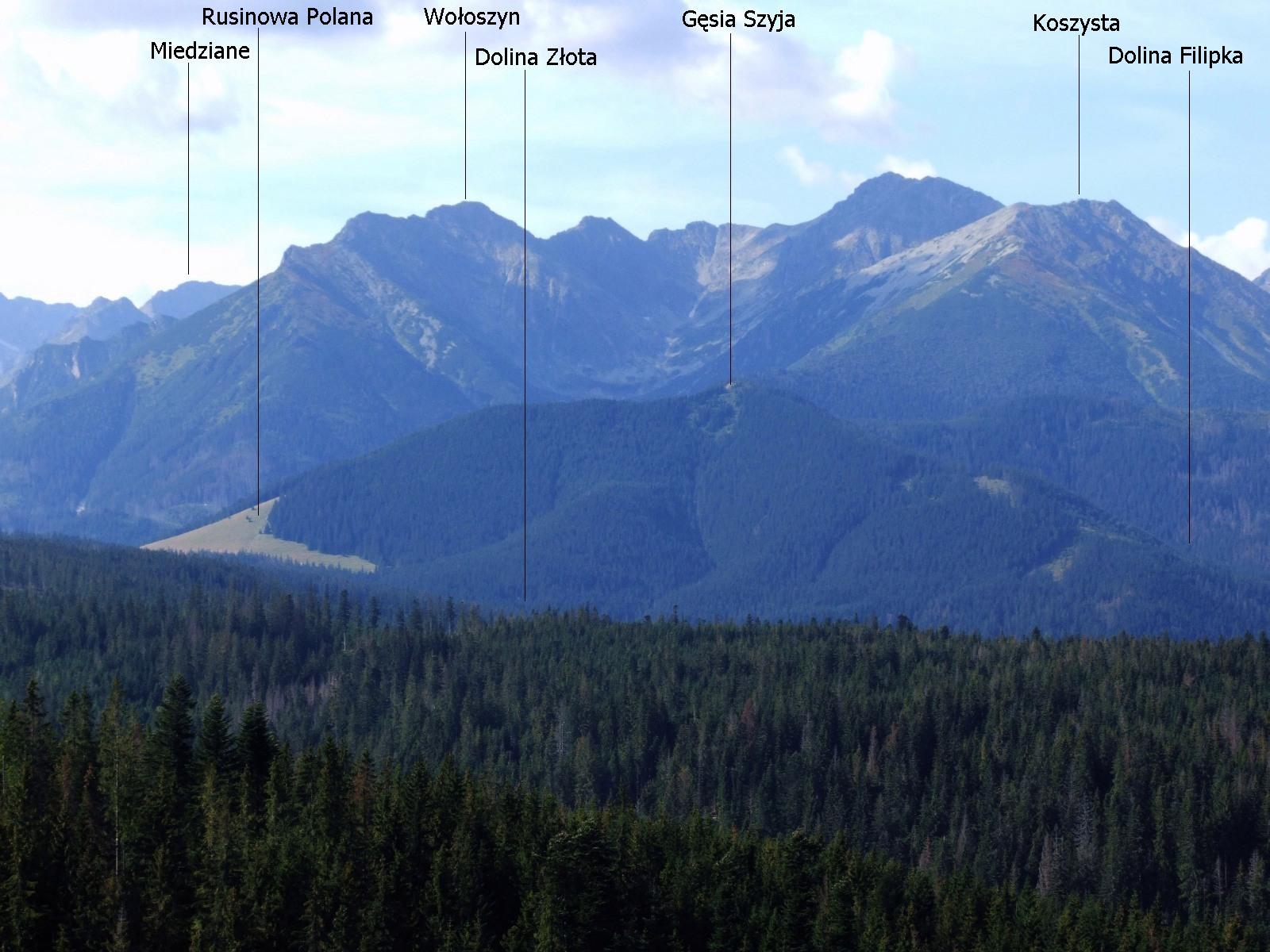
Widok z Głodówki
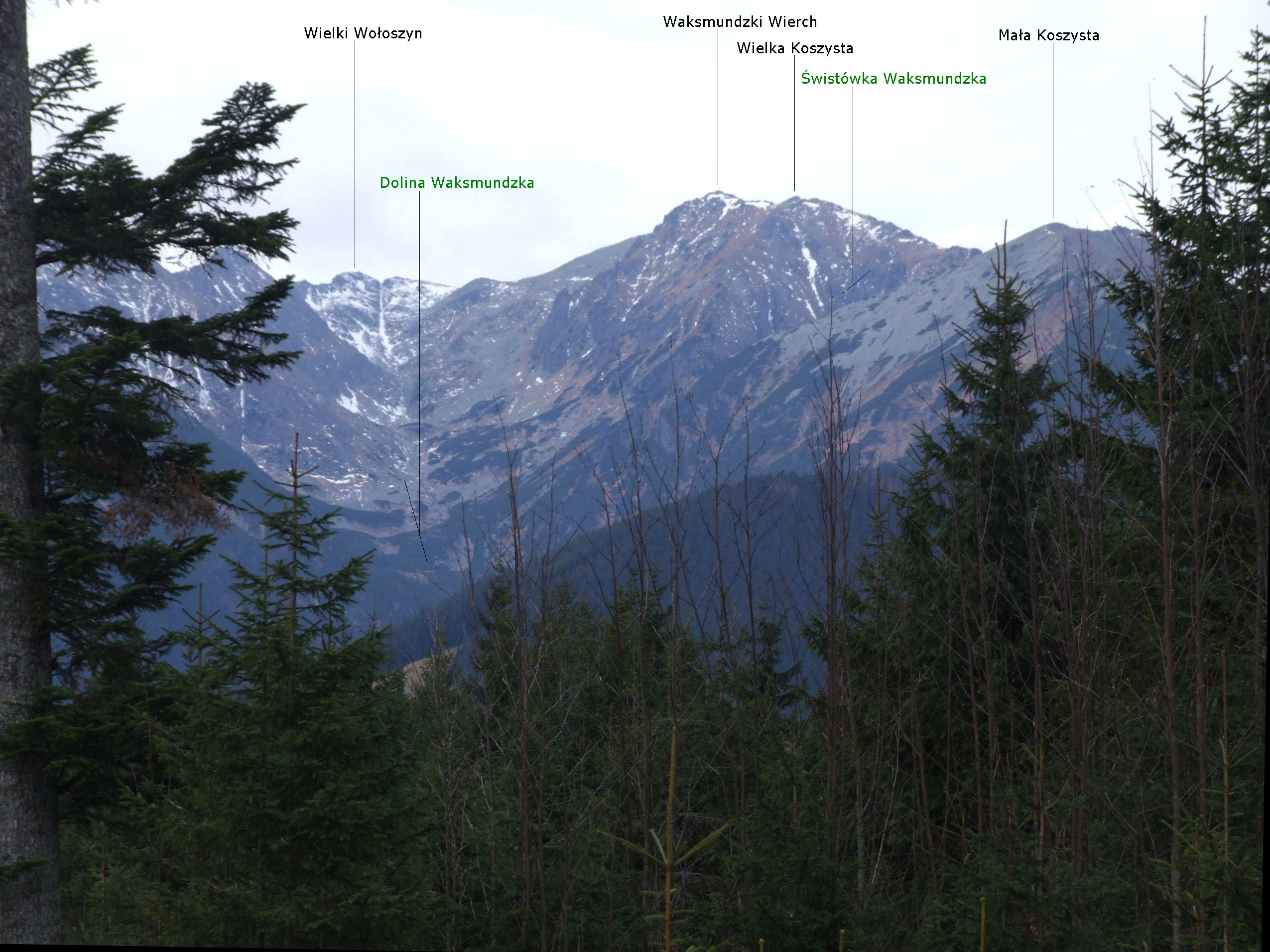
Widok z Doliny Waksmundzkiej